# Nogometna natjecanja u Ljubljanskoj pokrajini 1944./45.
U sezoni 1944./45. Ljubljanska pokrajina bila je pod okupacijom Trećeg Reicha. Nogometna natjecanja nisu bila integrirana u njemački nogometni sustav.

## Nogometne aktivnosti

### Trokut-turnir između vojnih timova
Na stadionu u Kandiju u Novom Mestu, između 8. i 25. rujna 1944. godine, održan je trokut-turnir između vojnih ekipa: Domobranci, Tenkisti i Mađarska vojna ekipa. Dana 8. rujna 1944. Domobranci su pobijedili Tenkiste rezultatom 2:1. U drugom susretu Tenkisti su svladali Mađare rezultatom 6:2, a u trećem susretu Mađari su svladali Domobrance rezultatom 2:1. Tenkisti  su u finalu pobijedili Domobrance sa 6:0 i osvojili trofej. Među najboljim igračima bili su vratar Kriše iz Domobranaca i Vilim Šipoš, igrač Građanskog iz Zagreba, koji je nastupao igra za Tenkiste.

### Turnir za 25 lopti
Dana 15. kolovoza 1944. SK Ljubljana raspisala je turnir za 25 nogometnih lopti, koje su bile dar tvornice kože Mergenthaler u Mostu. Vlasnik te tvornice bio je Adolf Mergenthaler. Iako je turnir za 25 lopti – koji su novine Jutro u šali nazvale Turnir lopti – bio središnji nogometni događaj 1944. u Ljubljani, organizatori su se cijelo vrijeme borili s brojnim organizacijskim problemima. Nakon dugih priprema, organizatori su konačno 17. rujna sastavili raspored utakmica i obavijestili javnost o detaljima natjecanja. U seniorskom dijelu natjecalo se šest ekipa (SK Iztok, SK Ljubljana, SK Hermes, SK Žabjak, SK Vič i mješovita ekipa Mladika-Korotan), dok je u omladinskom dijelu nastupilo sedam ekipa (SK Iztok, SK Ljubljana, SK Hermes, SK Žabjak, SK Vič, SK Mladika i SK Korotan).

U prvom kolu bile su značajne razlike u kvaliteti između ekipa koje su sudjelovale. Iztok je svladao Žabjak 10:1, dok je SK Ljubljana svladao Vič s nevjerojatnih 13:0. U drugom kolu, održanom 24. rujna, kombinirana momčad Mladika-Korotan svladala je Žabjak rezultatom 7:0, a u susretu Iztok-Vič slavio je Iztok rezultatom 9:0.

Glavni konkurent favoriziranog SK Ljubljane za konačnu pobjedu na turniru ubrzo je postala ekipa SK Iztok koja je uglavnom igrala u postavi Piskar I. Prskar II. Nagode II, Januš, Pišek, Rot, Krajnc, Pajon, Nagode I, Kumar i Makovec. O kvaliteti momčadi iz Mosta svjedoči i činjenica da su u međusobnom susretu pobijedili SK Hermes rezultatom 7:1, dok je Iztok slično visokim rezultatima pobijedio ostale momčadi na turniru. Ubrzo je postalo jasno da se od četiri kluba očekivala samo borba za treće mjesto, jer su SK Ljubljana i SK Iztok bile znatno bolje od svojih suparnika u turniru za 25 lopti.

Odlučujuća utakmica finalnog kola, između Iztoka i SK Ljubljane, koje je dijelio samo jedan bod, trebala se odigrati 19. studenog nakon utakmice između juniora Mladike i Viča. Juniorska utakmica prekinuta je zbog zračne uzbune 10 minuta prije kraja. Stoga su, s obzirom na prekid, organizatori odlučili odigrati prijateljsku utakmicu u trajanju od 70 minuta (koju je SK Ljubljana pobijedila 1:0) umjesto 90.

U nedjelju, 3. prosinca 1944., na stadionu u Tyrševoj cesti trebala se odigrati odgođena utakmica između Iztoka i SK Ljubljane, ali ovaj put je ponovno odgođena zbog upozorenja za zračnu uzbunu. Utakmica je ponovno skraćena na 70 minuta (stadion nije imao reflektore), a SK Iztok, klub osnovan godinu dana ranije, pobijedio je 2:1.

Nakon utakmica, predstavnici SK Ljubljana podijelili su 25 nogometnih lopti među klubovima sudionicima, koje je tvrtka Adolfa Mergenthalera donirala za ovaj turnir. Među pobjednicima, Iztok se najbolje snašao, dobivši pet lopti, dok su Ljubljana, Mladika, Hermes i Vič dobili po četiri lopte. Uz spomenute nagrade, organizatori su klubovima dodijelili i simbolične iznose novca od dobiti koju su ostvarili prodajom ulaznica za turnir. Nagrade u obliku kožnih nogometnih lopti bile su neprocjenjive za nogometne klubove tog vremena.
| mj. | klub         | ut. | pob. | ner. | por. | gol+ | gol- | kvoc  | bod |
| --- | ------------ | --- | ---- | ---- | ---- | ---- | ---- | ----- | --- |
| 1.  | Iztok        | 5   | 5    | 0    | 0    | 26   | 4    | 6,500 | 10  |
| 2.  | SK Ljubljana | 5   | 3    | 1    | 1    | 36   | 8    | 4,500 | 7   |
| 3.  | Hermes       | 5   | 3    | 1    | 1    | ?    | ?    | ?     | 7   |
| 4.  | Mladika      | 5   | 2    | 0    | 3    | ?    | ?    | ?     | 4   |
| 5.  | Žabjak       | 5   | 1    | 0    | 4    | ?    | ?    | ?     | 2   |
| 6.  | Vič          | 5   | 0    | 0    | 5    | ?    | ?    | ?     | 0   |

### Važne prijateljske utakmice
- 24. rujna 1944., KAC/Rapid Klagenfurt – Hermes 3:1. Bila je to prva utakmica ljubljanskih i koruških momčadi od početka rata. Hermes, za ovu priliku pojačan igračima iz SK Ljubljana, nastupio je u Klagenfurtu u sastavu: Oblak, Antonič, E. Aljančič, Perharič, Pilej, Pelicon, Trškan, Brodnik, Haclar, Rogel i Smolej. Broj gledatelja: 1800.[4]
- 3. listopada 1944., Villacher SV – Hermes 5:5. Ekipa Hermesa (pojačana četvoricom igrača SK Iztok) nastupila je u sastavu: Oblak, Aljančič, Ernest, Slavko Nagode, Franzot, Januš, Košenina, Drago Nagode, Brodnik, Kumar, Rogel i Šibenik.[5]
- 15. listopada 1944., Hermes – KAC/Rapid Klagenfurt 3:4. Hermes, za ovu utakmicu pojačan brojnim igračima SK Ljubljana, utakmicu je započeo u sljedećem sastavu: Oblak (Hermes), Antonič (Hermes), Aljančič (Hermes), Pelicon (Ljubljana), Pilej (Ljubljana), Peharčič (Ljubljana), Smolej (Ljubljana), Brodnik (Hermes), Hacler (Ljubljana), Bertoncelj (Ljubljana) i Šibenik (Hermes). 4500 gledatelja na stadionu Šiška.[6]
- 6. studenog 1944., Hermes – Villacher SV 4:0. Villacher SV je stigao bez nekih ključnih igrača. Postava Hermesa bila je: Oblak, Aljančič, Nagode I., Perharič, Pilej, Pišek, Trškan, Brodnik, Hacler, Nagode i Smolej. Broj gledatelja: 3500.[7]
- 12. studenog 1944., Mladika – Kranj 3:1. Na stadionu u Tyrševoj cesti, pred 2000 gledatelja, četvrta ljubljanska momčad suočila se s predstavnikom iz slovenske Koruške.[8]
- 12. studenog 1944., SK Ljubljana – Reprezentacija Gorenjske 3:2. Zeleno-bijeli iz Ljubljane odigrali su utakmicu u sastavu Plečko, Dekleva, Perharič, Pelicon, Pilej, Volavšek, Trškan, Medved, Hacler, Pupo i Smole, dok je izabranu gorenjsku momčad činilo šest Jeseničana i pet Kranjaca: Dolžan, Martelanc, Engelmann I., Pogačnik, Razinger, Boncelj, Slokan, Tičar, Fale, Engelmann II., Janežič.[9]
- 27. studenog 1944., Reprezentacija Ljubljane – Reprezentacija Koruške 2:2. 2000 gledatelja s izmijenjenim postavama i rizikom od zračnih napada.[10]

## Povijesni događaji iz 1945.
U proljeće 1945. u Sloveniji nisu zabilježeni značajniji nogometni događaji.
Do početka 1945. veći dio Jugoslavije bio je oslobođen. Povlačenjem njemačkih trupa iz Grčke i bivše Jugoslavije, slovenski teritorij postao je izuzetno strateški važan za Nijemce. Stoga su početkom 1945. dodatno pojačali pritisak na partizane i nasilje nad slovenskim civilnim stanovništvom: odmazde su se nastavile do posljednjeg mjeseca rata.

## Vanjske poveznice
- Tin Mudražija, Zgodovina nogometa v Kraljevini SHS/Jugoslaviji in v času okupacije, 2016.
- Nogomet v Ljubljani do leta 1945
- 100 let medobčinske nogometne zveze Ljubljana 1920-2020